# 拋貓節

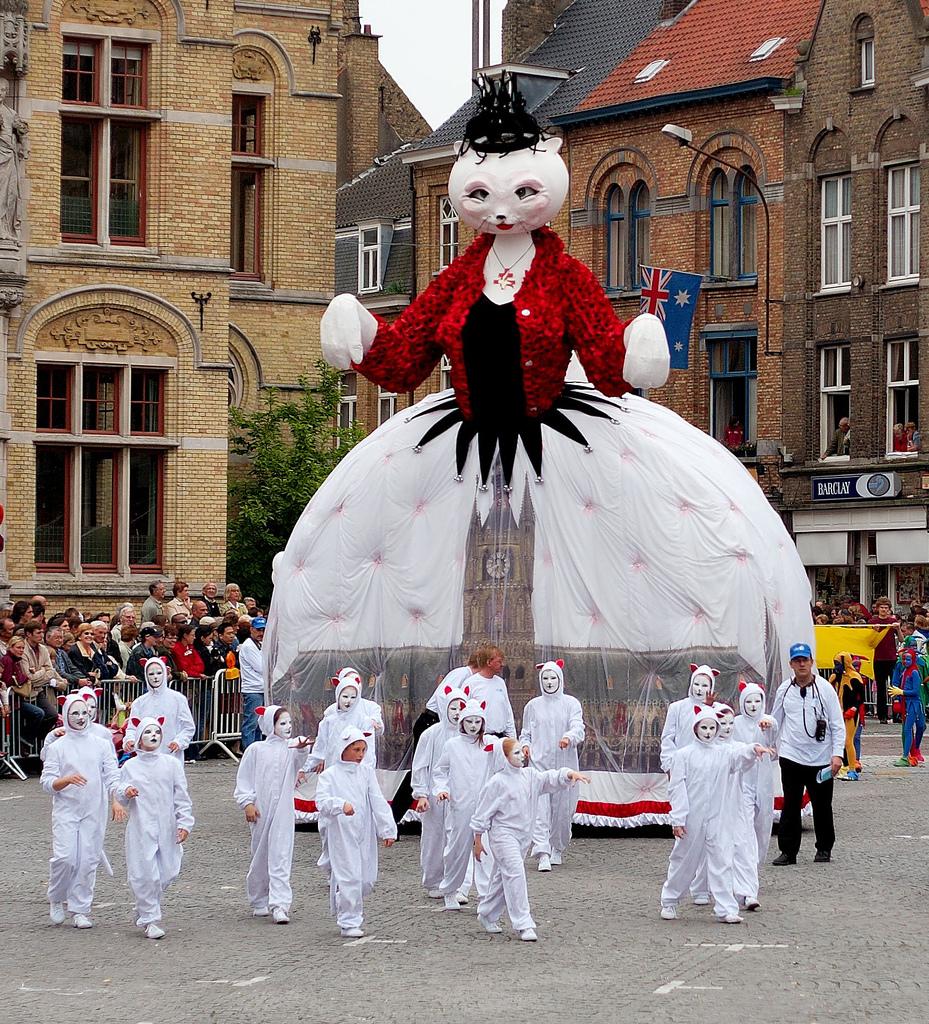
2006年，拋貓節遊行一景

拋貓節（荷蘭語：Kattenstoet）是在比利時西佛蘭德省伊珀爾，以貓為主題的遊行。自1955年以來，每3年一度定期於5月的第二個星期日舉行。最近一次舉辦於2018年5月13日，下一屆定於2021年5月9日舉行。傳說為中世紀伊珀爾的市民用貓解決鼠患問題，使得貓大量繁殖，於是當地人決定每年定期從鐘樓上扔下一些貓，如今這個傳統是用貓玩具取代。